# Código de Manu
O Código de Manu (do sânscrito: मनुस्मृति, "Manu Smriti") é parte de uma coleção de livros bramânicos, enfeixados em quatro compêndios: o Mahabharata, o Ramayana, os Puranas e as Leis Escritas de Manu. Inscrito em sânscrito, constitui-se na legislação do mundo indiano e estabelece o sistema de castas na sociedade Hindu. Redigido entre os séculos II a.C. e II d.C. em forma poética e imaginosa, as regras no Código de Manu são expostas em versos. Cada regra consta de dois versos cuja métrica, segundo os indianos, teria sido inventada por um santo eremita chamado Valmiki, em torno do ano 1500 a.C..
Existem estudos indicando que originalmente o Código era composto por mais de cem mil dísticos (grupo de dois versos) e que, através de manipulações e cortes feitos em épocas diferentes, tenham sido reduzidas para tornar menos cansativa a leitura integral do texto; nas edições hoje conhecidas constam 2 685 dísticos distribuídos em doze livros.

## História
Historicamente, as leis de Manu são tidas como a primeira organização geral da sociedade sob a forte motivação religiosa e política. O Código é visto como uma compilação das civilizações mais antigas. O Código de Manu não teve uma projeção comparável ao Código de Hamurabi (lembramos que o Código de Hamurabi é mais antigo que o de Manu em pelo menos 1 500 anos), porém, se infiltrou na Assíria, Judeia e Grécia. Em certos aspectos é um legado, para essas civilizações, comparado ao deixado por Roma à modernidade.
As leis de Manu são concebidas como um calabouço profundo, onde o Hindu de classe média ou inferior encontrava um abismo legal diante de suas ações inseguras. Isto é justificado em face da concepção de que o castigo e a coação são essenciais para se evitar o caos na sociedade.

## Conteúdo
Segundo o código os sacerdotes ou brâmanes ocupavam uma casta superior na hierarquia social. O Código de Manu indica que, ao longo de sua vida, ele poderia passar por quatro fases diferentes, chamadas ashramas, começando na infância, quando se tornavam estudantes religiosos, passando pela vida de chefe de família, depois pela de eremita na floresta e, por fim, de renunciante, quando a pessoa vaguearia sempre, sem ter residência ou bens, esforçando-se continuamente para vivenciar a realidade absoluta ou Brahman e atingir a libertação espiritual, moksha.
Neste código há uma série de ideias sobre valores, tais como: Verdade, Justiça e Respeito. Os dados processuais que versam sobre a credibilidade dos testemunhos atribuem validade diferente à palavra dos homens, conforme às castas que pertencem.
Como no exemplo:
- Dos meios de prova – capítulo 2: "somente homens dignos de confiança, isentos de cobiça podem ser escolhidos para testemunhas de fatos levados a juízo, sendo tal missão vedada para as castas inferiores".

O artigo 49 estabelece, coerentemente, quais os indivíduos que são impedidos de testemunhar:
- "nenhum infeliz acabrunhado pelo pesar, nem ébrio, nenhum louco, nenhum sofrendo de fome ou sede, nenhum fatigado em excesso, nenhum que está apaixonado de amor, ou em cólera, ou um ladrão".

Assim, por exemplo, o hindu que estiver tomado por amor a uma mulher não merecia credibilidade em seu depoimento. Isso também se justifica pelo fato de que, segundo o Código, o testemunho de enamorados ou tomados pelo ódio não seriam imparciais em seus julgamentos.
Especificamente às mulheres, o artigo 50 da lei brâmica, quanto à testemunha feminina, estabelecia: "mulheres devem prestar testemunho para as mulheres":
Mais:
- Dos deveres da mulher e do marido – artigo 45: "uma mulher está sob a guarda de seu pai durante a infância, sob a guarda do deu marido durante a juventude, sob a guarda de seus filhos em sua velhice; ela não deve jamais conduzir-se à sua vontade".

É interessante completar que apesar do rigor moral, convencionado por ser oriundo do espírito dogmático da cultura sacerdotal, há inserção no código de disposições 'inusitadas' para os padrões ocidentais, que versam sobre a falta de descendentes. Os artigos 471 e 472, autorizavam o conúbio (ligação) da esposa com um cunhado ou com um outro parente, desde que o reprodutor a procurasse, discretamente, à noite (ou seja, a traição era permitida desde que não tivesse danos à imagem do marido e fosse feita a nível intrafamiliar, o que parece algo coerente numa época em que o individualismo não era tão acentuado e a noção de clã, tribo, nação e família era bem mais sólida e verdadeiramente endógena).

## Livros
- Livro Primeiro – Descreve a apresentação e o pedido das leis compiladas pelos Maharqui (os dez santos eminentes) dirigido a Manu; a criação do mundo; a hierarquia celeste e humana; a divisão do tempo; o alternar-se da vida e da morte, em cada ser criado; e, a explicação das regras para que possam ser difundidas.
- Livro Segundo – Institui quais sejam os deveres que devem cumprir os homens virtuosos, os quais são inatacáveis tanto pelo ódio quanto pelo amor, e as obrigações e a vida prescrita para o noviciado e a assunção dos sacramentos para os Brâmanes, sacerdotes, membros da mais alta casta hindu.
- Livro Terceiro –  Estipula normas  sobre o matrimônio e os deveres do chefe da família; trazendo descrições minuciosas sobre os inúmeros costumes nupciais; o comportamento do bom pai frente à mulher e aos filhos; a obrigação de uma vida virtuosa; a necessidade de excluir pessoas indesejáveis, como, por exemplo, os portadores de doenças infecciosas, os ateus, os que blasfemam, os vagabundos, os parasitas, os dançarinos de profissão, etc. do meio familiar; as oblações que devem ser feitas aos deuses, etc.
- Livro quarto – Ratifica, como de fundamental importância, o princípio de que qualquer meio de subsistência é bom se não prejudica, ou prejudica o menos possível, os outros seres humanos, e ensina de que maneira, honesta e honrosa, se pode procurar como e do que viver.
- Livro Quinto – Indica quais os alimentos que devem ser preferencialmente consumidos para ter uma vida longa e quais normas de existência devem ser seguidas para a purificação do corpo e do espírito; eleva simbolicamente a função do trabalho e determina normas de conduta para as mulheres, que devem estar sempre submetidas ao homem (pai, marido, filho ou parente e, na falta, ao soberano).
- Livro Sexto – Regula a vida dos anacoretas (religioso contemplativo) e dos ascetas (praticantes); de como tornarem-se, conhecendo as escrituras, cumprindo sacrifícios e abandonando as paixões humanas.
- Livro Sétimo – Determina os deveres dos reis e confirma as normas de sua conduta, que deve ter como objetivo proteger com justiça todos aqueles que estão submetidos ao seu poder. O Código se ocupa não só das relações internas, como também das externas, e dita regras de diplomacia para os embaixadores do rei e da arte da guerra quando for preciso recorrer às armas. O princípio romano "se queres a paz prepara-te para a guerra" (si vis pacem para bellum), já é aplicado aqui, quando diz que o rei, cuja armada mantém-se eficiente e constantemente em exercício, é temido e respeitado pelo mundo inteiro.
- Livro Oitavo e Nono – São os que mais interesse trazem aos jornais, pois contêm normas de direito substancial e processual, como também as normas de organização judiciária. A justiça vem do rei, que deve decidir pessoalmente as controvérsias que podem ser resumidas nos dezoito títulos do Livro Oitavo e nos três do Livro Nono.
- Livro Oitavo: Parte Geral: I – Da Administração da Justiça – Dos Ofícios dos Juízes; II – Dos Meios de Provas; III – Das Moedas; Parte Especial: IV – Das Dívidas; V – Dos Depósitos; VI – Da Venda de Coisa Alheia; VII – Das Empresas Comerciais; VIII – Da Reivindicação da Coisa Doada; IX – Do não Pagamento por Parte do Fiador; X – Do Inadimplemento em Geral das Obrigações; XI – Da Anulação de uma Compra e Venda; XII – Questões entre Patrão e Servo; XIII – Regulamento dos Confins; XIV – Das Injúrias; XV – Das Ofensas Físicas; XVI – Dos Furtos; XVII – Do Roubo; XVIII – Do Adultério.
- Livro Nono: XIX – Dos Deveres do Marido e da Mulher; XX – Da Sucessão Hereditária; XXI – Dos Jogos e dos Combates de Animais; Disposições Finais.
- Livro Décimo – Regula a hierarquia das classes sociais, a possibilidade do matrimônio e os direitos que têm os filhos nascidos durante sua vigência e estabelece normas de conduta para aqueles que não conseguem, por contingências adversas, viver segundo as prescrições e as exigências de sua própria casta.
- Livro Décimo Primeiro – Enumera uma longa série de pecados e faltas e estabelece as penitências e os meios para se redimir.
- Livro Décimo Segundo – Enfoca a recompensa suprema das ações humanas. Aquele que faz o bem terá o bem eterno nas várias transmigrações de sua alma; o que faz o mal receberá a devida punição nas futuras encarnações. As transmigrações da alma são detalhadamente previstas e descritas. Tanto em bem quanto em mal, até que a alma chegue à perfeita purificação e, em consequência, possa ser reabsorvida por Brahma.